# Otočić Tovarnjak (ö i Kroatien, Šibenik-Knins län)
Otočić Tovarnjak är en ö i Kroatien.   Den ligger i länet Šibenik-Knins län, i den södra delen av landet, 220 km söder om huvudstaden Zagreb.